# The World Needs a Hero
The World Needs a Hero (englisch für: „Die Welt braucht einen Helden“) ist das neunte Studioalbum der amerikanischen Metal-Band Megadeth. Es war das erste mit dem neuen Gitarristen Al Pitrelli und erschien im Mai 2001 als erstes der Band auf Sanctuary Records. Die Platte wurde als „Back-to-Basics“-Album vermarktet, aber die Kritikermeinungen gingen darüber auseinander, ob dies der Band gelungen ist.

## Entstehung
Ausgangspunkt der Entwicklung zu The World Needs a Hero war der Weggang von Gitarrist Marty Friedman, mit dem es auch kreative Differenzen gab. Zunächst ging es darum, ihn für die Touraktivitäten zu ersetzen, wozu Al Pitrelli von Savatage verpflichtet wurde. Als es um das Einspielen der nächsten Platte ging, kam es zu einer Situation mit Label, Management und Merchandising-Firma, die Dave Mustaine als das „totale Chaos“ bezeichnete.

„Als wir das Album aufnahmen, hatte ich im Hinterkopf, dass es unser letztes sein könnte. Unsere Zukunft bei Capitol Records war sehr unsicher. Die Verkäufe waren rückläufig, weil es um den Heavy Metal im Allgemeinen schlecht stand. Wenn das so weitergegangen wäre, hätte ich aufgehört.“

Megadeth lieferten die Platte zwar bei Capitol Records ab, eine Woche später verlangten sie sie zurück und baten um Vertragsauflösung. Capitol stimmte zu, die Firma behielt aber zwei der neuen Songs (Dread and the Fugitive Mind, Kill the King) für die Best-of-Platte Capitol Punishment, worauf die Band erneut ins Studio ging, um diese Lieder zu ersetzen. Dread and the Fugitive Mind kam aber schließlich auf beide Platten, da es laut Mustaine „zu gut“ sei, um nur auf der Kompilation zu erscheinen.

„Wir haben alles, was wir über traditionelles Songwriting, Arrangements, Radiohits usw. gelernt hatten, zur Seite geschoben. Statt dessen griffen wir uns die Speed-Metal-Elemente und meine berüchtigten abgefuckten Progressiv-Riffs. Wir begannen wieder bei Null und guckten, was passierte. Wir haben uns dabei von nichts und niemandem beeinflussen lassen.“

Megadeth unterschrieben für fünf Alben bei Sanctuary, es erschienen aber nur zwei Studioalben auf dem Label. Das neue Management führte auch wieder das Maskottchen Vic Rattlehead und das klassische Logo ein, Elemente, die auf Risk verschwunden waren. Das Stück Return to Hangar ist eine Fortsetzung von Hangar 18 auf Rust in Peace, das von angeblichen geheimen Militärbasen in den USA handelt. When ist laut Mustaine absichtlich an Diamond Heads Am I Evil ? angelehnt, das vor allem in der Metallica-Coverversion bekannt wurde.

## Titelliste
1. Disconnect – 5:20
2. The World Needs a Hero – 3:52
3. Moto Psycho – 3:06
4. 1000 Times Goodbye – 6:25
5. Burning Bridges – 5:20
6. Promises – 4:28
7. Recipe for Hate… Warhorse – 5:18
8. Losing My Senses – 4:40
9. Dread and the Fugitive Mind – 4:25
10. Silent Scorn (Instrumental) – 1:42
11. Return to Hangar – 3:59
12. When – 9:14

Alle Stücke wurden von Dave Mustaine geschrieben, nur bei Promises war Al Pitrelli beteiligt. Auf der Japan-Version ist das Stück Coming Home an dritter Stelle eingefügt. Das Stück Moto Psycho wurde als Titelstück des Dreamcast-Videospiels Heavy Metal: Geomatrix verwendet.

## Rezeption
Im deutschen Rock Hard war „Buffo“ Schnädelbach der Ansicht, The World Needs a Hero sei „durchwachsen“ und könne „nur bedingt an Meilensteine wie Rust in Peace oder Countdown to Extinction anknüpfen.“ Er vergab sieben von zehn Punkten. Auch Steve Huey von allmusic.com kritisierte das Album, zu viele der Songs wirkten wie „Megadeth Lite“. Zwar seien einige Stücke härter als zuvor, aber das Album zünde insgesamt nicht wirklich. Es wurde mit zweieinhalb von fünf Sternen bewertet. Simon P. Ward von Yahoo Music bezeichnete die Rückkehr zum früheren Stil allerdings als gelungen und verglich sie mit den klassischen Alben der Band. Die Platte zeige, dass Megadeth mit den jungen Neustartern im Metal-Bereich mithalten könnten.

## Chartplatzierungen
| ChartsChartplatzierungen       | Höchstplatzierung | Wochen |
| ------------------------------ | ----------------- | ------ |
| Deutschland (GfK)              | 36 (2 Wo.)        | 2      |
| Österreich (Ö3)                | 59 (2 Wo.)        | 2      |
| Schweiz (IFPI)                 | 94 (2 Wo.)        | 2      |
| Vereinigtes Königreich (OCC)   | 45 (2 Wo.)        | 2      |
| Vereinigte Staaten (Billboard) | 16 (6 Wo.)        | 6      |